# Caprella tuberculata
Caprella tuberculata is een vlokreeftensoort uit de familie van de Caprellidae. De wetenschappelijke naam van de soort is voor het eerst geldig gepubliceerd in 1836 door Guérin.